# Sonia Burgess
Sonia Burgess (25 de setembre de 1947 – 25 d'octubre de 2010) va ser una advocada britànica especialitzada en legislació migratòria.
Burgess va obtenir una sèrie d'importants decisions dels tribunals britànics i del Tribunal Europeu de Drets Humans defensant clients immigrants. Com a resultat d'una decisió del tribunal europeu a favor de 52 sol·licitants d'asil tàmils de Sri Lanka representats per Burgess, la llei britànica va canviar per permetre que els sol·licitants d'asil recorreguessin la denegació d'asil abans d'haver d'abandonar el país.
Burgess es va casar Youdon Lhamo, i van tenir tres fills (dos biològics i un d'adoptat) en els seus vint anys de matrimoni. El 2005 es van separar. Burgess, que era transgènere, va començar llavors la transició d'home a dona, adoptant el nom de Sonia Burgess, però va continuar utilitzant el nom (David) i el sexe assignat en néixer mentre treballava d'advocat.
L'octubre de 2010, Burgess va morir després de ser empesa sota un tren. L'agressor, Senthooran 'Nina' Kanagasingham, va ser sentenciat culpable d'homicidi amb atenuant a causa de l'esquizofrènia, i va ser condemnat a cadena perpètua amb un mínim de set anys.